# Flora Sicula o Descrizione delle Piante Vascolari Spontanee o Indigenate Sicilia
Flora Sicula o Descrizione delle Piante Vascolari Spontanee o Indigenate Sicilia, abreviado como Fl. Sicul. (Lojacono)), é um livro com ilustrações e descrições botânicas que foi escrito pelo botânico e briologista italiano Michele Lojacono-Pojero. Foi publicado em Palermo em 5 volumes nos anos 1886-1909.

## Publicação
- Volume nº 1(1), [1886]-1889;
- Volume nº 1(2), 1891;
- Volume nº 2(1), 1903;
- Volume nº 2(2), 1904-1907;
- Volume nº 3, 1908-1909